# یاسوو هارویاما
یاسوو هارویاما (به انگلیسی: Yasuo Haruyama) بازیکن فوتبال اهل ژاپن و عضو تیم ملی فوتبال ژاپن است که در تاریخ ۲۷ اوت ۱۹۲۷ میلادی اولین بازی ملی‌اش را انجام داد. او در ۴ بازی ملی حضور داشت و آخرین بازی ملی خود را در تاریخ ۲۹ مه ۱۹۳۰ میلادی انجام داد. یاسوو هارویاما در بازی‌های ملی‌اش
گلی به ثمر نرساند.